# Sophie de Mecklembourg-Schwerin
Sophie de Mecklembourg-Schwerin (en allemand Sophie von Mecklenburg-Schwerin ; * 14 avril 1508 à Schwerin ; † 17 juin 1541 à Celle), est princesse de Mecklembourg et par mariage duchesse de Brunswick-Lunebourg.

## Ascendance
Elle est la fille aînée du duc Henri V de Mecklembourg (1479-1552) et de sa première épouse Ursula de Brandebourg (1488-1510), fille de l'électeur Jean Ier Cicéron de Brandebourg.

## Descendance
Sophie épouse le 2 juin 1528 à Schwerin le duc Ernest Ier de Brunswick-Lunebourg (1497-1546) de la maison Welf, duc de Brunswick-Lunebourg et prince de Lunebourg. Ils ont tous deux des enfants:
- François-Othon (1530–1559), duc de Brunswick-Lunebourg et prince de Lunebourg, épouse en 1559 Élisabeth-Madeleine de Brandebourg (1537–1595) ;
- Frédéric (1532–1553) ;
- Henri (1533–1598), duc de Brunswick-Lunebourg et prince de Lunebourg, épouse en 1569 Ursula de Saxe-Lauenbourg (de) (1545–1620) ;
- Marguerite (bg) (1534–1596), épouse le 14 août 1559 le comte Jean de Mansfeld-Hinterorth (v. 1526-1567) ;
- Guillaume le Jeune (1535–1592), duc de Brunswick-Lunebourg et prince de Lunebourg, épouse en 1561 la princesse Dorothée de Danemark (1546–1617) ;
- Ursula (1536–1538) ;
- Catherine (1537–1540) ;
- Élisabeth-Ursula (de) (1539–1586), épouse le 5 juin 1558 le comte Othon IV d'Holstein-Schaumbourg (1517–1576) ;
- Madeleine-Sophie (1540–1586), épouse le 27 avril 1561 le comte Arnaud de Bentheim-Steinfurt (bg) (1538–1566) ;
- Sophie (1541–1631), épouse à Schleusingen le 1er juin 1562 le comte Poppon XII d'Henneberg (bg) (1513–1574).